# Selenops oculatus
Selenops oculatus is een spinnensoort uit de familie van de Selenopidae.
De wetenschappelijke naam van de soort werd in 1898 gepubliceerd door Reginald Innes Pocock.